# Ринок Бонсекур
Ринок Бонсекур ( фр. Marché Bonsecours), розташований за адресою 350 вулиця Сан-Поль у Старому Монреалі, є двоповерховим громадським ринком.  Понад 100 років був головним суспільним ринком у Монреалі. Він також короткостроково розміщував парламент Об'єднаної Канади протягом однієї сесії 1849 року. 
Названий на честь сусідньої каплиці Нотр-Дам-де-Бон-Секур, він відкрився в 1847 році. Протягом 1849 р. Будівля використовувалася для законодавчих зборів провінції Канади. Архітектура ринку базувалася на споруді Дублінського митного дому. 

## Історія

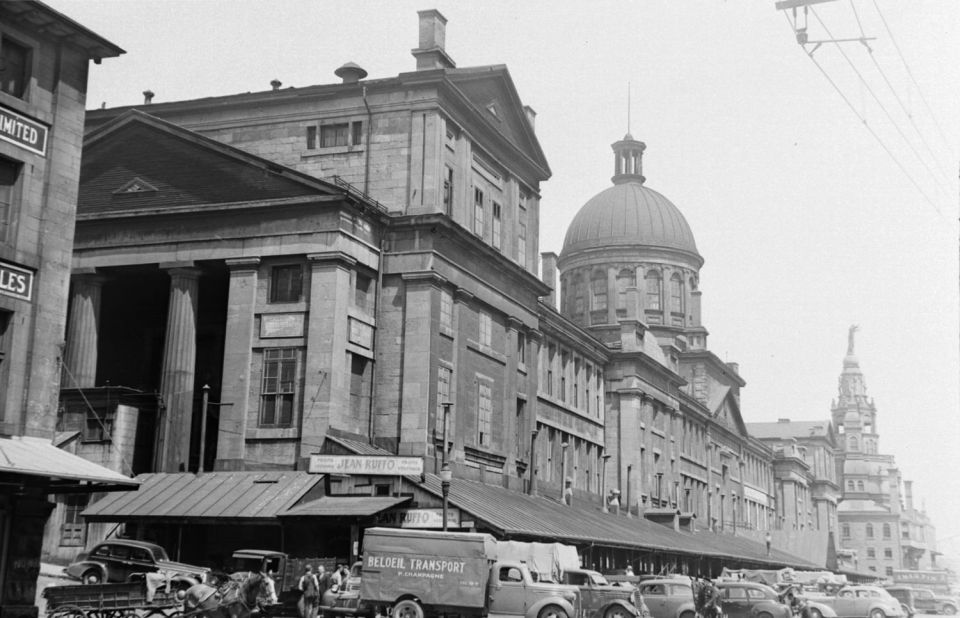
Ринок 1940 року

Будівництво цієї будівлі в палладійському стилі розпочалося в 1844 році і було завершено в 1847 році.  Він був спроектований британським архітектором Вільямом Футнером  а зміни, виконані в 1860 році, були розроблені ірландським монреальським архітектором Джорджем Брауном (1811-1885).  Ринок Бонсекур розміщував мерію Монреаля між 1852 та 1878 роками. Пізніше палати колишньої ратуші стали залом для засідань площею 3700 квадратних метрів. 
Будівля ринку була також місцем проведення бенкетів, виставок та інших фестивалів. Брауну було доручено додати концертну залу та бенкетний зал площею 900 квадратних метрів. 
Будівля продовжувала розміщувати центральний фермерський ринок , дедалі більш мультикультурну суміш дрібних продавців  поки він не був закритий в 1963 році і планувалася до зносу. Однак згодом будівля була перетворена на багатоцільовий заклад, з торговим центром, де розміщуються відкриті кафе, ресторани та бутики на першому та другому поверхах, а також зала яка здається для проведення подій та бенкетні зали на нижньому та верхньому поверхах, а також муніципальний офісний простір. 
Ринок Бонсекур був визначений Національним історичним місцем Канади в 1984 році.  

## Спадок

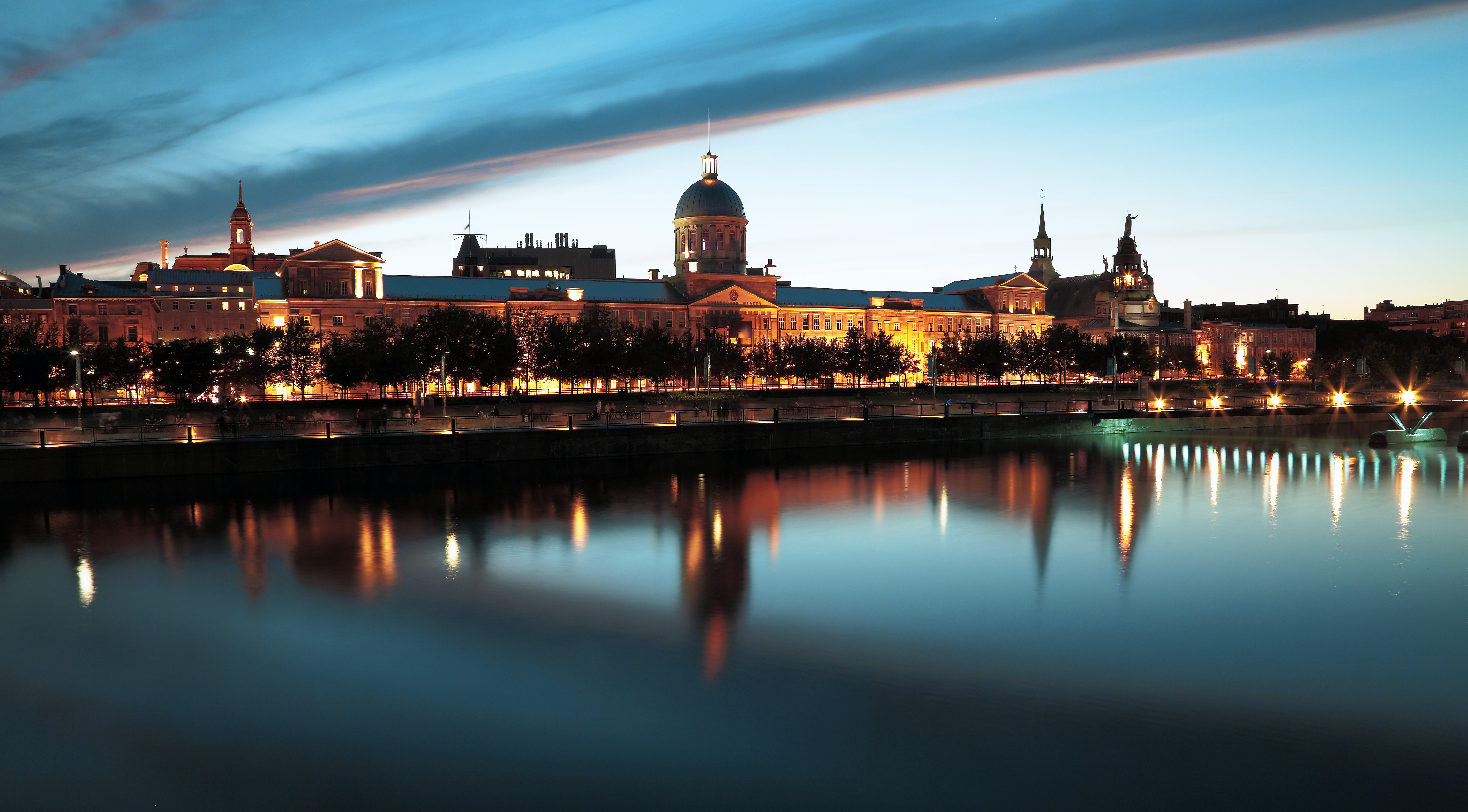
Ринок Бонсекур вночі.

28 травня 1990 р. Canada Post (канадська пошта) випустила марку «Ринок Бонсекур, Монреаль», розроблену Реймоном Бельмаре. На марці зображено  ринок Бонсекур. Марки на 5 доларів були надруковані компанією British American Bank Note Company & Canadian Bank Note Company, Limited. 

## Зовнішні посилання
- Ринок Бонсекур [Архівовано 18 травня 2020 у Wayback Machine.]. Вебсайт уряду Квебеку
- Погляд на міста: ринок Бонсекур [Архівовано 21 грудня 2019 у Wayback Machine.]